# Stefania Bucholc
Stefania Bucholc (ur. 1920 w Janowicach, zm. 2 sierpnia 2007) – plastyczka, malarka, jedna z najstarszych członkiń Grupy Rys. 
Twórczością plastyczną zajmowała się amatorsko od 1968. Uprawiała malarstwo sztalugowe, małe formy graficzne i tkaninę artystyczną. Uczestniczyła w wielu wystawach indywidualnych, które sama organizowała. 